# Lista de prefeitos de Catuípe
Esta é a lista de prefeitos do município de Catuípe, estado brasileiro do Rio Grande do Sul.
| Nº | Prefeito(a)                                     | Partido                             | Vice-prefeito                         | Início do mandato     | Fim do mandato         | Forma de acesso ao cargo           | Ref.   |
| -- | ----------------------------------------------- | ----------------------------------- | ------------------------------------- | --------------------- | ---------------------- | ---------------------------------- | ------ |
| 1  | Elcy Coimbra de Souza (1928–?)                  | Desconhecido                        | Ataydes Pires                         | 1961                  | 1963                   |                                    | [ 2 ]  |
| 2  | Adir Milton Burmann (?–?)                       | Desconhecido                        | Werno Konrad                          | 1964                  | 1968                   |                                    | [ 2 ]  |
| 3  | Aparício Piccinin (?–?)                         | Aliança Renovadora Nacional ARENA   | Taurino Coimbra de Souza              | 31 de janeiro de 1969 | 30 de janeiro de 1977  | Eleito em 15 de novembro de 1968   | [ 3 ]  |
| 4  | Luiz Fiorin Menegon (?)                         | Aliança Renovadora Nacional ARENA   | Constantino Demeneghi                 | 31 de janeiro de 1977 | 30 de janeiro de 1982  | Eleito em 15 de novembro de 1976   | [ 4 ]  |
| 5  | Aparício Piccinin (?–?)                         | Partido Democrático Social PDS      | Wilmar José Schiavo                   | 31 de janeiro de 1983 | 31 de dezembro de 1988 | Eleito em 15 de novembro de 1982   | [ 5 ]  |
| 6  | Iracildo José Maria Andreatta (?)               | Partido Democrático Trabalhista PDT | Élio João Quatrin                     | 1º de janeiro de 1989 | 31 de dezembro de 1992 | Eleito em 15 de novembro de 1988   | [ 6 ]  |
| 7  | Luiz Fiorin Menegon (?)                         | Partido Democrático Social PDS      | Wilmar José Schiavo                   | 1º de janeiro de 1993 | 31 de dezembro de 1996 | Eleito em 3 de outubro de 1992     | [ 7 ]  |
| 8  | Ademir Sebastião Burmann, Alemão Burmann (1955) | Partido Democrático Trabalhista PDT | João Leandro Konzen                   | 1º de janeiro de 1997 | 31 de dezembro de 2000 | Eleito em 3 de outubro de 1996     | [ 9 ]  |
| 8  | Ademir Sebastião Burmann, Alemão Burmann (1955) | Partido Democrático Trabalhista PDT | Joelson Antônio Baroni (Baroninho)    | 1º de janeiro de 2001 | 31 de dezembro de 2004 | Reeleito em 3 de outubro de 2000   | [ 10 ] |
| 9  | Joelson Antônio Baroni, Baroninho (1969)        | Partido Democrático Trabalhista PDT | José Luiz Dalsochio (Zeca)            | 1º de janeiro de 2005 | 31 de dezembro de 2008 | Eleito em 3 de outubro de 2004     | [ 12 ] |
| 9  | Joelson Antônio Baroni, Baroninho (1969)        | Partido Democrático Trabalhista PDT | Fábio José Moreira                    | 1º de janeiro de 2009 | 31 de dezembro de 2012 | Reeleito em 5 de outubro de 2008   | [ 13 ] |
| 10 | Ivete Maria Kessler Burmann (1954)              | Partido Democrático Trabalhista PDT | José Luiz Dalsochio (Zeca)            | 1º de janeiro de 2013 | 31 de dezembro de 2016 | Eleita em 7 de outubro de 2012     | [ 15 ] |
| 11 | Joelson Antônio Baroni, Baroninho (1969)        | Partido Democrático Trabalhista PDT | Gladimir Militz Wey                   | 1º de janeiro de 2017 | 31 de dezembro de 2020 | Eleito em 2 de outubro de 2016     | [ 16 ] |
| 11 | Joelson Antônio Baroni, Baroninho (1969)        | Partido Democrático Trabalhista PDT | Rodolfo Antônio Burmann (Tim Burmann) | 1º de janeiro de 2021 | 31 de dezembro de 2024 | Reeleito em 15 de novembro de 2020 | [ 17 ] |
| 12 | Paulo Roberto Dalla Corte, Paulinho (1988)      | Progressistas PP                    | Jair Ettore Rigotti                   | 1º de janeiro de 2025 | Atualidade             | Eleito em 6 de outubro de 2024     | [ 18 ] |